# Nana (Manga)
NANA (jap. ナナ) ist eine Manga-Serie der japanischen Mangaka Ai Yazawa, die seit 1999 erscheint.

## Handlung
Komatsu Nana und Osaki Nana sind zwei völlig unterschiedliche junge Frauen, auf die ein gemeinsames Schicksal in Tokio wartet. Komatsu Nana ist bodenständig und naiv. Sie will zusammen mit ihrer besten Freundin Saotome Junko auf eine Kunstakademie nach Tokio. Ihre Freundin sowie ihr Freund Endō Shōji und ihr Kumpel Takakura Kyōsuke schaffen die Aufnahmeprüfung der Uni und reisen nach Tokio, nur Nana bleibt wegen der nicht bestandenen Prüfung zurück.
Zur selben Zeit ist Osaki Nana Sängerin der Punkband Blast. Sie wohnt mit ihrem Freund Ren, der zugleich der Bassist der Band ist, zusammen. Die Band Blast, zu der auch noch Nobuo (Gitarre) und Yasu (Schlagzeug) gehören, steht kurz vor der Auflösung, da ihr Freund Ren ein Angebot der Band Trapnest bekommen hat und beschließt, es anzunehmen und nach Tokio zu gehen. Daraufhin trennt sich Nana schweren Herzens von ihrem Freund.
Fast zwei Jahre später beschließen sowohl Komatsu Nana als auch Osaki Nana nach Tokio zu gehen, um ihre eigenen Träume zu verwirklichen. Die beiden treffen sich zum ersten Mal im Zug nach Tokio. In Tokio angekommen scheiden sich die Wege der beiden Mädchen zunächst, doch sie treffen erneut aufeinander, als sie beide auf Wohnungssuche sind und dieselbe Wohnung begutachten. Dabei entscheiden sie sich zusammenzuziehen. Komatsu Nana, von ihrer Mitbewohnerin „Hachi“ genannt, und Osaki Nana freunden sich an.

## Personen
- Nana Komatsu ist abergläubisch, unselbständig, anhänglich und naiv. Trotz ständiger Enttäuschungen glaubt sie fest an die große Liebe. Sie ist nach Tokio gegangen, weil ihr Freund Shōji dort lebt. Trotz ihres festen Vorsatzes, erwachsen und unabhängig zu werden, bleibt sie (vor allem für ihren Freund) sehr anstrengend. Im Grunde ist sie aber ein herzensgutes Mädchen, das nur viel Liebe und Zuwendung braucht. Zur besseren Unterscheidung wird sie „Hachi“ getauft. Im Laufe der Serie schwärmt sie für Takumi aus Trapnest und kommt auch kurz mit ihm zusammen, trennt sich von ihm, um mit Nobu zusammenzukommen, verlobt sich aber dann mit Takumi, weil sie von diesem schwanger ist. Obwohl Hachi mit Takumi verheiratet ist, fühlt sie sich oft einsam und vernachlässigt, bleibt aber bei ihm. Sie bekommt von Takumi nur zwei Kinder und nennt sie Ren und Satsuki. Den Namen ihrer Tochter Satsuki hat Ren ausgesucht.
- Nana Ōsaki war Sängerin der Punkband Black Stones (Blast) und mit dem Bassisten Ren liiert – bis dieser sie und die Band verließ, um mit einer anderen, professionelleren Band namens Trapnest erfolgreich zu werden. Sie zieht nach Tokio und würde dort gerne ein Leben als einsamer Profimusiker-Wolf führen. Dank Nana Komatsu wird sie zum sich nach Einsamkeit sehnenden Profimusiker-Wolf mit Hündchen namens Hachi. Sie sieht Reira von Trapnest als große Rivalin an und will, dass die Black Stones größer werden als Trapnest, weil sie erkennt, dass Trapnest ihr alles wegnimmt, was ihr lieb ist. Zwar heiratet Nana Ren, aber die Beziehung bleibt nicht lange so glücklich. Einige Ereignisse veranlassen Nana dazu, zurück ins Apartment 707 zu ziehen. Mit Ren kommt sie nie wieder zusammen, da er an ihrem Geburtstag stirbt. Man erfährt, dass sie später verschwunden ist, und Hachi und Co. suchen fieberhaft über Jahre nach ihr. Nana – oder eine eng an sie angelehnte Figur gleichen Namens, Aussehens und Verhaltens – tritt auch in Golden Time auf.
- Junko Saotome ist Hachis beste Freundin, Kyōsuke Takakura ist Shōjis Lieblingskumpel. Junko und Kyōsuke sind ein Paar. Sie wirken erwachsener und werden oft zum Erklären, Vermitteln und Beschützen gebraucht. Später ist sie anscheinend mit Kyosuke verheiratet.
- Nobuo Terashima ist der Gitarrist von Blast und Erbe eines großen Ryokans. Er folgt Nana jedoch nach Tokio, weil Musik ihm das Allerwichtigste ist. Er verliebt sich in Hachi und wird auch ihr Freund, die Beziehung zerbricht jedoch, als Hachi merkt, dass sie schon, bevor sie mit Nobu zusammenkam, von Takumi schwanger war. Nobu bleibt aber nicht lange alleine, er verliebt sich in Yuri Kosaka, eine Pornodarstellerin. Ob sie auch später noch zusammen sind, ist bisher nicht bekannt. Er arbeitet aber später in dem Ryokan seiner Eltern.
- Reira Serizawa ist die Sängerin von Trapnest. Ihre Mutter ist japanischer Herkunft, und ihr Vater war Euro-Amerikaner (starb als Leila fünf war), doch sie verheimlicht das, weil sie nicht will, dass die Leute in Japan ihre teilweise europäische Herkunft für ihr Talent verantwortlich machen. Sie war auf der Oberschule mit Yasu zusammen, liebt aber schon seit Kindertagen Takumi, der aber scheinbar nur brüderliche Gefühle für sie hat. Aus einer anfänglichen Affaire mit Shin heraus verliebt sie sich in ihn. Sie beendet jedoch die Beziehung, weil sie befürchtet, es könnte deswegen einen großen Medienskandal geben, der die Karriere von Trapnest beendet – vor allem weil Shin noch minderjährig ist.
- Ren Honjō ist Nanas Freund, der nach Tokio ging, um bei Trapnest Gitarre zu spielen. Er ist großer Sid-Vicious-Fan. Auch, wenn Nana und er sich fast zwei Jahre nicht gesehen haben, liebt er sie immer noch, und als sie sich wieder begegnen, kommen sie sofort wieder zusammen. Ren heiratet Nana, doch die Beziehung beginnt zu zerbrechen durch einige Ereignisse. Ren und Nana werden nie wieder ein Paar, da Ren bei einem Autounfall stirbt. Er hat für Hachis Tochter den Namen Satsuki ausgesucht.
- Shin’ichi Okazaki ist der, der in Tokio Rens Platz als Blasts Bassist einnimmt. Er ist nicht in Japan, sondern einem nicht näher benannten englischsprachigen Land aufgewachsen, erst 15 und von zu Hause weggelaufen, was seine Erziehungsberechtigten nicht sonderlich zu stören scheint. Später erfährt man, dass er einen Halbbruder hat, sein „offizieller“ Vater nicht sein Erzeuger und Shin höchstwahrscheinlich ein Eurasier ist, der aus einer Affäre seiner Mutter und eines Mannes europäischer Herkunft hervorging. Shin schlägt sich durch, indem er für Geld mit Frauen schläft, wovon Nana und Hachi alles andere als begeistert sind. Eine seiner Kundinnen wird Reira. Er verliebt sich in sie. Später schafft er sein Comeback als Schauspieler. Hachis Tochter Satsuki verliebt sich später ein wenig in ihn.
- Shōji Endō ist Hachis Freund. Seinetwegen will sie nach Tokio kommen. Damit hat er sich für ein zeitaufwendiges, anstrengendes und schwieriges Projekt entschieden. Doch Shōji lernt seine Kommilitonin Sachiko Kawamura kennen und betrügt Hachi mit ihr. Er macht mit Hachi Schluss, zu Gunsten Sachikos. Shōji spielt danach keine große Rolle mehr, man erfährt jedoch, dass er und Sachiko es ernst meinen und zusammenziehen.
- Takumi Ichinose ist der Bassist von Trapnest. Er hat einen hohen Frauenverschleiß, was sich jedoch drastisch ändert, als er Hachi schwängert und beschließt, sie zu heiraten. Doch Takumi bleibt Hachi nicht treu und schläft mit Reira. Später lebt Takumi zusammen mit seinem Sohn Ren in London, wo er zusammen mit Naoki nach Nana O. sucht.
- Yasushi Takagi kennt Ren und Nobu bereits aus seiner Schulzeit, ebenso wie die Bandmitglieder von Trapnest, mit deren Sängerin Reira er auch eine sehr lange Beziehung führte. Damals steckte Blast jedoch noch in den Kinderschuhen. Yasu hat ein sehr inniges, fast schon brüderliches Verhältnis zu Ren. Nachdem dieser die gemeinsame Band „Blast“ verlässt, bleibt Yasu zunächst mit Nobu und Nana zuhause, um dort seiner Anwaltsausbildung nachzukommen. Als später Nana jedoch ebenfalls ihre Koffer packt (und Nobu ihr einfach nachfährt) und nach Tokio geht, hält es Yasu auch nicht mehr lange, und er sucht sich einen neuen Job in Tokio. Im Allgemeinen ist Yasushi ein sehr bedachter, hilfsbereiter und vertrauenswürdiger Mensch. Er kümmert sich liebevoll um Nana O., die er auch erstmal heimlich liebt, und gibt acht auf alle Menschen seiner Umgebung. Auch wenn er im ersten Moment optisch recht abschreckend wirkt, ist er es, mit dem Außenstehende zuerst Kontakt aufnehmen. Im Gegensatz zu Nana und den anderen hatte er niemals vor, Berufsmusiker zu werden, lässt sich aber dann noch überzeugen. Er verliebt sich in Myu, mit der er anscheinend über Jahre hinweg eine glückliche Beziehung führt. Hachis Tochter Satsuki liebt er wie sein eigenes Kind.

## Veröffentlichungen

### Manga
NANA erscheint in Japan seit 1999 in Einzelkapiteln im Manga-Magazin Cookie des Shūeisha-Verlags. Diese Einzelkapitel werden auch in bisher 21 Sammelbänden zusammengefasst. Seit 2009 pausiert die Veröffentlichung.
In Japan war NANA der bestverkaufte Shōjo-Manga des Jahres 2003.
In der August-Ausgabe des Magazins Cookie wurde am 26. Juni 2009 bekanntgegeben, dass wegen einer plötzlichen Krankheit von Ai Yazawa die Veröffentlichung von Nana bis auf weiteres unterbrochen werden musste.
Auf Deutsch erscheint die Manga-Serie seit Februar 2005 bei Egmont Manga, bisher wurden 21 Bände veröffentlicht.

### Realfilm
In Japan startete am 3. September 2005 ein auf NANA basierender Kinofilm, in den Hauptrollen Mika Nakashima als Nana Osaki und Aoi Miyazaki als Nana Komatsu. Der Film spielte 4,03 Milliarden Yen (ca. 29 Millionen Euro) ein und belegt in der Rangliste der erfolgreichsten japanischen Kinofilme des Jahres 2005 Platz 5.
2006 ist ein zweiter Teil des Filmes gedreht und veröffentlicht worden, wobei Nana Komatsu anders besetzt werden musste.

### Anime
Wie bei den meisten erfolgreichen Manga üblich, folgte auch eine animierte Fernsehserie für NANA, die vom 5. April 2006 bis zum 28. März 2007 erfolgreich im japanischen Fernsehen lief (Insgesamt 47 Folgen).
Zudem gibt es drei weitere Recap-Specials, die zwischen bestimmte Folgen gespannt wurden, wodurch der Anime mit 50 Folgen abgeschlossen wurde. Diese sind 11.5, 21.5 und 36.5.
KSM Anime gab im Juni 2022 bekannt, dass der Publisher den Anime lizenziert hat und dieser erstmals auf Deutsch veröffentlicht werden wird.
| Rolle             | Japanischer Sprecher (Seiyū)      | Deutscher Sprecher      |
| ----------------- | --------------------------------- | ----------------------- |
| Nana Ōsaki        | Romi Park Anna Tsuchiya (Gesang)  | Vera Bunk               |
| Nana Komatsu      | Kaori                             | Poetine Alija           |
| Yasushi Takagi    | Yoshihisa Kawahara                | Arne Obermeyer          |
| Nobuo Terashima   | Tomokazu Seki                     | Dennis Saemann          |
| Shin’ichi Okasaki | Akira Ishida                      | Sebastian Fitzner       |
| Reira Serizawa    | Aya Hirano Olivia Lufkin (Gesang) |                         |
| Ren Honjō         | Hidenobu Kiuchi                   | Vincent Fallow          |
| Takumi Ichinose   | Toshiyuki Morikawa                |                         |
| Shōji Endō        | Hiroki Takahashi                  | Louis Friedemann Thiele |
| Junko Saotome     | Takako Honda                      | Betül Jülide Gülgec     |
| Kyōsuke Takakura  | Jun’ichi Suwabe                   | Tobias Brecklinghaus    |

### Musik
Für den Realfilm und den Anime gab es einige Musikproduktionen, die sich sehr an Beliebtheit erfreuten, im Rahmen des Manga gab es auch ein spezielles Projekt, für das unbekannte Bands Songs einschicken konnten. Die besten wurden in einer Compilation namens „A Punk Night From NANA“ veröffentlicht.
Für den Realfilm agierten Mika Nakashima als die Sängerin Nana und Yuna Ito als die Sängerin von Trapnest Leila. Für den Anime sang Anna Tsuchiya die Blast Songs ein und Olivia Lufkin die für Trapnest. Die Songs wurden auch als Intro und Outro für den Anime benutzt.

## Auszeichnungen
Nana hat 2003 den 48. Shōgakukan-Manga-Preis in der Kategorie Shōjo gewonnen. Die Manga-Serie war 2004, 2006 und 2008 für den Osamu-Tezuka-Kulturpreis nominiert, musste sich aber alle Male anderen Mangas geschlagen geben.